# Dan-Axel Zagadou
Dan-Axel Zagadou (Créteil, 3 juni 1999) is een Frans-Ivoriaans voetballer die doorgaans als centrale verdediger  speelt. Hij tekende in september 2022 bij VfB Stuttgart, dat hem transfervrij inlijfde na zijn vertrek bij Borussia Dortmund.

## Clubcarrière
Zagadou verruilde in 2011 de jeugdopleiding van US Créteil voor die van Paris Saint-Germain. Hier stroomde hij in 2016 door naar het tweede elftal. Na negen wedstrijden voor Paris Saint-Germain II maakte Borussia Dortmund op 5 juni 2017 zijn overgang naar de Duitse club bekend. Zagadou tekende een vijfjarig contract. Hij maakte op 5 augustus zijn debuut voor Borussia Dortmund, in de Duitse Supercup tegen Bayern München. Hij begon in de basiself en werd na 77 minuten vervangen door Felix Passlack. Zagadou debuteerde op 19 augustus 2017 in de Bundesliga, tegen VfL Wolfsburg. Hij maakte op 28 oktober 2017 zijn eerste doelpunt voor Borussia Dortmund, uit bij Hannover 96.
Zagadou maakte alle vijf de jaren van zijn contract bij Borussia Dortmund vol. Hij kwam in zijn debuutjaar elf speelronden in actie en debuteerde in die tijd ook in de Champions League, tegen Tottenham Hotspur. Na de winterstop speelde hij mede door een spierblessure niet meer. Zagadou begon 2018/19 als basisspeler, maar miste vanaf eind november ruim drie maanden vanwege verschillende blessures. Hij moest in 2019/20 vervolgens vanaf de bank zijn plek heroveren. Nadat hem dit na een halfjaar lukte, zorgden spier- en knieklachten weer voor een wisselvallige tweede seizoenshelft. Zagadou scheurde voor aanvang van seizoen 2020/21 een knieband, kreeg daarna spierproblemen en onderging in maart 2021 een knieoperatie. Hiermee was hij vrijwel het hele jaar zoet. De nieuwe coach Marco Rose gebruikte hem in 2021/22 nog vijftien speelronden. Zijn contract werd daarna niet verlengd.
Zagadou tekende in september 2022 voor vier jaar bij VfB Stuttgart.

## Clubstatistieken
| Seizoen | Club              | Competitie | Competitie | Competitie | Beker | Beker | Internationaal | Internationaal | Overig | Overig | Totaal | Totaal |
| Seizoen | Club              | Competitie | Wed.       | Dlp.       | Wed.  | Dlp.  | Wed.           | Dlp.           | Wed.   | Dlp.   | Wed.   | Dlp.   |
| ------- | ----------------- | ---------- | ---------- | ---------- | ----- | ----- | -------------- | -------------- | ------ | ------ | ------ | ------ |
| 2017/18 | Borussia Dortmund | Bundesliga | 11         | 1          | 1     | 0     | 3              | 0              | 1      | 0      | 16     | 1      |
| 2018/19 | Borussia Dortmund | Bundesliga | 17         | 2          | 1     | 0     | 4              | 0              | —      | —      | 22     | 2      |
| 2019/20 | Borussia Dortmund | Bundesliga | 15         | 1          | 2     | 0     | 5              | 0              | 0      | 0      | 22     | 1      |
| 2020/21 | Borussia Dortmund | Bundesliga | 9          | 0          | 2     | 0     | 2              | 0              | 0      | 0      | 13     | 0      |
| 2021/22 | Borussia Dortmund | Bundesliga | 15         | 0          | 1     | 0     | 3              | 0              | 0      | 0      | 19     | 0      |
| 2022/23 | VfB Stuttgart     | Bundesliga | 17         | 0          | 1     | 0     | —              | —              | 2      | 0      | 20     | 0      |
| 2023/24 | VfB Stuttgart     | Bundesliga | 3          | 1          | 1     | 0     | —              | —              | 0      | 0      | 4      | 1      |
| Totaal  | Totaal            | Totaal     | 87         | 5          | 9     | 0     | 17             | 0              | 3      | 0      | 116    | 4      |

Bijgewerkt t/m  8 september 2023.

## Interlandcarrière
Zagadou kwam uit voor alle Franse nationale jeugdselecties vanaf Frankrijk –16. Hij nam met Frankrijk –17 deel aan het EK –17 van 2016 en met Frankrijk –20 aan het WK –20 van 2019.

## Erelijst
| DFB-Pokal       | 1x | 2020/21 |
| Duitse supercup | 1x | 2019    |